# Dapitana robusta
Dapitana robusta är en insektsart som beskrevs av Mahmood 1967. Dapitana robusta ingår i släktet Dapitana och familjen dvärgstritar.
Artens utbredningsområde är Filippinerna. Inga underarter finns listade i Catalogue of Life.